# 67 d'Ottawa
Les 67 d'Ottawa sont une franchise de hockey sur glace du Canada qui évolue dans la ligue junior de la Ligue de hockey de l'Ontario, ligue régionale de la Ligue canadienne de hockey.

## Historique

### Histoire

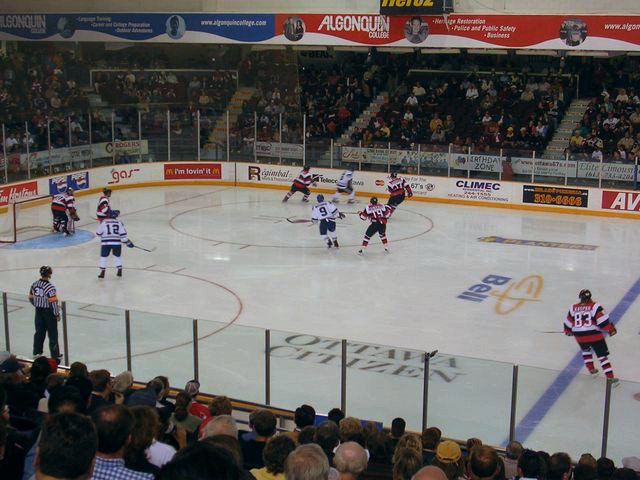
Les 67 en maillot rayé lors du premier match de la saison 2004-2005.

En 1967, sous l'impulsion de Bill Cowley, Howard Darwin et Bill Touhey, la ville d'Ottawa obtient une franchise lors de l'expansion de l'Association de hockey de l'Ontario le 16 février. Le 30 juin, la nouvelle équipe prend le nom de 67 en l'hommage des cent ans de la Confédération canadienne. Bill Long devient le premier entraîneur de l'histoire de l'équipe qui joue son premier match en octobre, une défaite 9-0 contre les Flyers de Niagara Falls. Les onze premiers matchs à domicile de la saison sont joués dans la ville voisine de Hull au Québec, leur aréna, l'Ottawa Civic Centre, n'étant pas encore finit de construire. Ils terminent la saison avec une fiche de six victoires contre quarante-trois défaites.
En 1974, l'équipe engage un jeune entraîneur nommé Brian Kilrea qui change alors l'état d'esprit de l'équipe. Il emmène ainsi l'équipe des 67 à leur première coupe J.-Ross-Robertson lors de leur deuxième finale des séries qu'ils jouent dans la AHO. Ils battent en finale les Knights de London alors entraînés par Long, premier entraîneur d'Ottawa. Ils accèdent ainsi pour la première fois de leur histoire à la finale de la Coupe Memorial qui réunit les meilleures équipes de la Ligue canadienne de hockey. Ils perdent en finale contre les Bruins de New Westminster.
L'équipe attend sept nouvelles saisons avant de remporter une nouvelle fois la Coupe Robertson de la Ligue de hockey de l'Ontario. Ils retrouvent donc une nouvelle fois la Coupe Memorial en 1984 en battant les Rangers de Kitchener, futurs hôtes de la Coupe Memorial. Lors du premier match, Ottawa bat l'équipe de Voisins de Laval dans laquelle évolue Mario Lemieux sur le score de 6-5. Ils remportent également leur match contre le représentant de la Ligue de hockey de l'Ouest, les Blazers de Kamloops mais perdent lors du dernier match de la première phase contre les Rangers. Les 67 battent une nouvelle fois Kamloops en demi-finale pour atteindre la finale de la Coupe Memorial. Guidés par Adam Creighton, meilleur joueur du tournoi, les 67 d'Ottawa remportent leur première Coupe Memorial en battant les Rangers 7-2 en finale.
Kilrea quitte alors la franchise pour devenir entraîneur assistant de Terry Simpson pour les Islanders de New York dans la Ligue nationale de hockey. En l'absence de Kilrea, l'équipe s'effondre et heureusement pour elle, il est de retour avec l'équipe au bout de deux saisons, deux saisons catastrophiques. Malgré son retour, l'équipe ne fait plus trop parler d'elle et même si elle ne manque les séries qu'en 1994, elle ne parvient plus à remporter la Coupe Robertson. Il met d'ailleurs fin à sa carrière d'entraîneur à la fin de cette saison.
En 1994-1995, l'équipe est entraînée par Peter Lee mais elle finit à la dernière place de sa division. Kilrea décide de revenir derrière le banc de l'équipe mais il en profite également pour devenir directeur-général de la franchise.
Quatre saisons plus tard, les 67 et Kilrea jouent une nouvelle fois la Coupe Memorial mais cette fois-ci en tant qu'hôtes du tournoi final de la LCH. Tous les matchs sont joués devant 10 550 personnes, la capacité maximale de la salle. Matt Zultek offre la deuxième Coupe Memorial de l'histoire du club en inscrivant le dernier but lors de la victoire 7-6 d'Ottawa contre les Hitmen de Calgary lors de la troisième prolongation. Nick Boynton est nommé meilleur joueur du tournoi.

## Logos successifs

Logo de 1998/99 à 2011/12
Logo depuis 2012/13

### Palmarès
|  | - Coupe Memorial - 1984 : champions contre les Rangers de Kitchener - 1999 : champions contre les Hitmen de Calgary - Coupe J.-Ross-Robertson - 1977 : champions contre les Knights de London - 1984 : champions contre les Rangers de Kitchener - 2001 : champions contre les Whalers de Plymouth - trophée Bobby-Orr champion de la conférence de l'Est - 2001 - 2003 - 2005 | - trophée Hamilton Spectator Premiers de la saison régulière - 1977–1978 : 93 points - 1981–1982 : 96 points - 1996–1997 : 104 points - trophée Leyden champion de la division de l'Est - 1976–1977 : 81 points - 1977–1978 : 93 points - 1981–1982 : 96 points - 1982–1983 : 95 points - 1983–1984 : 102 points - 1995–1996 : 83 points - 1996–1997 : 104 points - 1997–1998 : 89 points - 1998–1999 : 103 points - 1999–2000 : 91 points - 2002–2003 : 98 points - 2003–2004 : 71 points |

## Personnalités de l'équipe

### Les 67 et le temple de la renommée

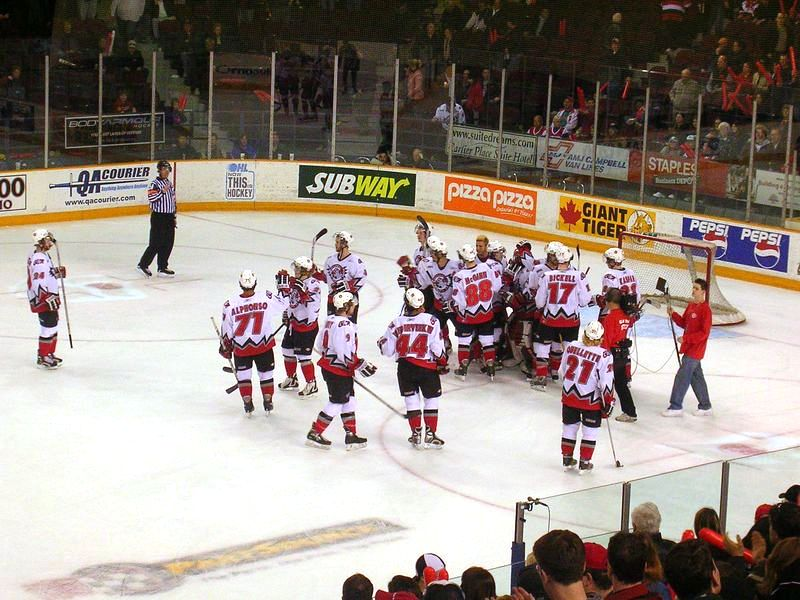
Les joueurs de l'équipe en 2005.

Denis Potvin est le seul joueur de l'histoire des 67 à avoir été par la suite intronisé au Temple de la renommée du hockey.

### Entraîneurs
Brian Kilrea est l'entraîneur historique de l'équipe, ayant passé 31 saisons derrière le banc de l'équipe avec plus de 1 000 victoires à son actif. En 2003, il est admis au temple de la renommée. Il annonce en septembre 2008 qu'il prend sa retraite à la fin de la saison mais qu'il reste dans l'organisation de l'équipe en tant que directeur-général.
La liste des entraîneurs de l'équipe est la suivante : 
- de 1967 à 1972 - Bill Long
- de 1972 à 1974 - Leo Boivin
- de 1974 à 1984 - Brian Kilrea
- 1984-1985 - Cliff Stewart et Bob Ellett
- 1985-1986 - Bob Ellett
- de 1986 à 1994 - Brian Kilrea
- 1994-1995 - Peter Lee
- de 1995 à 2009 - Brian Kilrea
- de 2009 à 2013 - Chris Byrne
- de 2014 à 2017 - Jeff Brown
- Depuis 2017 - André Tourigny